# イヴァン・シュランツ
イヴァン・シュランツ（Ivan Schranz、1993年9月13日 - ）は、スロバキア・ブラチスラヴァ出身のサッカー選手。SKスラヴィア・プラハ所属。ポジションはフォワード。スロバキア代表。

## クラブ経歴
2020年7月4日、FKヤブロネツに移籍し、3年契約を交わした。
2021年6月8日、SKスラヴィア・プラハと3年契約を結んだ。

## 代表経歴
2020年9月4日、UEFAネーションズリーグのチェコ代表戦にて、後半15分から途中出場してスロバキア代表デビューを果たすと、終了間際の43分に代表初ゴールを挙げたが、試合には3-1で敗れた。
2021年6月2日、UEFA EURO 2020に臨むスロバキア代表に選ばれた。
2024年、UEFA EURO 2024、グループリーグ初戦のベルギーとの対戦で決勝点、第2戦のウクライナ戦で1得点、ラウンド16のイングランド戦でも1得点を決め、合計3得点を記録した。

## タイトル

### 個人
- UEFA EURO 2024得点王 : 2024